# Stara Synagoga w Kępnie
Stara Synagoga w Kępnie – pierwsza, drewniana synagoga znajdująca się w Kępnie przy dzisiejszej ulicy Łazienkowej 6, niedaleko rynku.
Synagoga została zbudowana w 1681 roku. Synagoga uległa zniszczeniu lub została rozebrana przed 1815 rokiem. W latach 1815–1816 na jej miejscu wzniesiono klasycystyczny gmach nowej synagogi.